# Attimo x attimo
Attimo x attimo è il primo album in studio della cantante pop italiana Anna Tatangelo, pubblicato il 28 agosto 2003 dall'etichetta discografica EMI Italiana.

## Descrizione
Il disco contiene la canzone con cui la cantante ha vinto il Festival di Sanremo 2002 nella categoria "Giovani", Doppiamente fragili, e il duetto con Federico Stragà Volere volare, presentato al Festival di Sanremo 2003.
Prodotto interamente da Fio Zanotti, contiene anche un duetto con Gigi D'Alessio (in seguito divenuto compagno dell'artista) nel brano Un nuovo bacio, una cover della nota canzone napoletana Tu sì 'na cosa grande e il brano Attimo x attimo, destinato a Mia Martini deceduta prima della registrazione, il brano dopo una serie di provini venne scelto per Anna Tatangelo.

## Tracce
CD, (Capitol 7243 590634 2 3 (EMI) / EAN 0724359063423) Download digitale
1. Corri – 3:55 (testo: Annalisa Sacchezin – musica: Luca Paolo Chiaravalli)
2. Tu 6 bellissimo – 4:54 (testo: Davide Scudieri e Fernando Scudieri – musica: Davide Scudieri)
3. Little Boy – 4:21 (testo: Annalisa Sacchezin – musica: Luca Paolo Chiaravalli e Biagio Sturiale)
4. Se amore è – 3:58 (testo: Annalisa Sacchezin – musica: Luca Paolo Chiaravalli)
5. Attimo x attimo – 4:15 (testo: Francesca Volpini – musica: Fio Zanotti)
6. Volere volare (feat. Federico Stragà) – 4:17 (Bungaro e Claudio Passavanti)
7. Vicino a te – 3:59 (testo: Annalisa Sacchezin – musica: Luca Paolo Chiaravalli)
8. L'amore più grande che c'è – 4:31 (testo: Annalisa Sacchezin – musica: Luca Paolo Chiaravalli e Fio Zanotti)
9. Un nuovo bacio (feat. Gigi D'Alessio) – 4:17 (testo: Vincenzo D'Agostino – musica: Gigi D'Alessio)
10. El paso pobre – 4:05 (testo: Annalisa Sacchezin – musica: Luca Paolo Chiaravalli e Fio Zanotti)
11. Doppiamente fragili – 3:53 (testo: Marco Del Freo e Annalisa Sacchezin – musica: Luca Paolo Chiaravalli e David Marchetti)
12. Tu sì 'na cosa grande – 2:16 (testo: Roberto Gigli – musica: Domenico Modugno)

## Formazione
- Anna Tatangelo – voce, cori
- Gianluca Fiorentino – programmazione
- Cristian Batildi – percussioni
- Cesare Chiodo, Paolo Costa – basso
- Paolo Gianolio, Giorgio Cocilovo,  Andrea Rivera, Toti Panzanelli, Raffaele Chiatto, Biagio Sturiale – chitarra
- Luca Chiaravalli - tastiera, programmazione, chitarra
- Fio Zanotti – tastiera, programmazione, fisarmonica
- Lele Melotti – batteria
- Giordano Moretti – programmazione
- Giuseppe Iampieri, Giordano Mazzi, Alessandro Lualdi – tastiera
- Annalisa Sacchezin, Rossella Ruini, Fabio Ilacqua, Gianluigi Fazio, Emanuela Cortesi, Silvio Pozzoli – cori

## Classifiche
| Classifica (2003) | Posizione raggiunta |
| ----------------- | ------------------- |
| Italia            | 68                  |